# Trofeo Serra de Tramuntana 2021
La 30.ª edición de la clásica ciclista Trofeo Serra de Tramuntana fue una carrera en España que se celebró el 14 de mayo de 2021 sobre un recorrido de 158,6 kilómetros en la isla baleares de Mallorca. La carrera formó parte del segundo trofeo de la Challenge Ciclista a Mallorca 2021.
La carrera formó parte del UCI Europe Tour 2021, calendario ciclístico de los Circuitos Continentales UCI, dentro de la categoría 1.1 y fue ganada por el español Jesús Herrada del Cofidis, Solutions Crédits. Completaron el podio, como segundo y tercer clasificado respectivamente, los también españoles Jonathan Lastra del Caja Rural-Seguros RGA y Héctor Carretero del Movistar.

## Equipos participantes
Tomaron parte en la carrera 24 equipos: 6 de categoría UCI WorldTeam, 10 de categoría UCI ProTeam, 6 de categoría Continental y 2 selecciones nacionales. Formaron así un pelotón de 164 ciclistas de los que acabaron 141. Los equipos participantes fueron:
| WorldTeams (6)- Cofidis - Qhubeka Assos - Movistar Team - Intermarché-Wanty-Gobert Matériaux - Israel Start-Up Nation - UAE Team Emirates ProTeams (10)- Arkéa-Samsic - B&B Hotels p/b KTM - Bardiani CSF Faizanè - Burgos-BH - Caja Rural-Seguros RGA - Equipo Kern Pharma - Euskaltel-Euskadi - Gazprom-RusVelo - Rally Cycling - Sport Vlaanderen-Baloise Equipos continentales (6)- Gios - Bike Aid - Dauner-AKKON - Electro Hiper Europa - Leopard - Maloja Pushbikers Equipos nacionales (2)- Suiza - Gran Bretaña |
| |

## Clasificación final
- Las clasificaciones finalizaron de la siguiente forma:[3]

| \| Clasificación general \| Clasificación general \| Clasificación general \| Clasificación general \| Clasificación general \| \| Ciclista \| Ciclista \| Equipo \| Tiempo \| \| \| --------------------- \| ------------------------- \| ---------------------------------- \| --------------------- \| --------------------- \| \| 1.º \| Jesús Herrada \| Cofidis \| 3 h 52 min 21 s \| \| \| 2.º \| Jonathan Lastra \| Caja Rural-Seguros RGA \| + 0 s \| \| \| 3.º \| Héctor Carretero \| Movistar Team \| + 11 s \| \| \| 4.º \| Mads Würtz \| Israel Start-Up Nation \| + 20 s \| \| \| 5.º \| Alexander Kristoff \| UAE Team Emirates \| + 20 s \| \| \| 6.º \| Romain Hardy \| Arkéa-Samsic \| + 20 s \| \| \| 7.º \| Georg Zimmermann \| Intermarché-Wanty-Gobert Matériaux \| + 20 s \| \| \| 8.º \| Gonzalo Serrano Rodríguez \| Movistar Team \| + 20 s \| \| \| 9.º \| Christian Scaroni \| Gazprom-RusVelo \| + 20 s \| \| \| 10.º \| Franck Bonnamour \| B&B Hotels p/b KTM \| + 20 s \| \| |                           |                                    |                 |
| |                           |                                    |                 |
| Fuente: ProCyclingStats |                           |                                    |                 |
| Clasificación general |                           |                                    |                 |
| Ciclista | Ciclista                  | Equipo                             | Tiempo          |
| 1.º | Jesús Herrada             | Cofidis                            | 3 h 52 min 21 s |
| 2.º | Jonathan Lastra           | Caja Rural-Seguros RGA             | + 0 s           |
| 3.º | Héctor Carretero          | Movistar Team                      | + 11 s          |
| 4.º | Mads Würtz                | Israel Start-Up Nation             | + 20 s          |
| 5.º | Alexander Kristoff        | UAE Team Emirates                  | + 20 s          |
| 6.º | Romain Hardy              | Arkéa-Samsic                       | + 20 s          |
| 7.º | Georg Zimmermann          | Intermarché-Wanty-Gobert Matériaux | + 20 s          |
| 8.º | Gonzalo Serrano Rodríguez | Movistar Team                      | + 20 s          |
| 9.º | Christian Scaroni         | Gazprom-RusVelo                    | + 20 s          |
| 10.º | Franck Bonnamour          | B&B Hotels p/b KTM                 | + 20 s          |

## UCI World Ranking
El Trofeo Serra de Tramuntana otorgó puntos para el UCI World Ranking para corredores de los equipos en las categorías UCI WorldTeam, UCI ProTeam y Continental. Las siguientes tablas son el baremo de puntuación y los 10 corredores que obtuvieron más puntos:
| Posición   | 1.º | 2.º | 3.º | 4.º | 5.º | 6.º | 7.º | 8.º | 9.º | 10.º | 11.º | 12.º | 13.º-15.º | 16.º-25.º |
| Puntuación | 125 | 85  | 70  | 60  | 50  | 40  | 35  | 30  | 25  | 20   | 15   | 10   | 5         | 3         |

| Clasificación |                    |                                    |        |
| Posición      | Ciclista           | Equipo                             | Puntos |
| ------------- | ------------------ | ---------------------------------- | ------ |
| 1.º           | Jesús Herrada      | Cofidis, Solutions Crédits         | 125    |
| 2.º           | Jonathan Lastra    | Caja Rural-Seguros RGA             | 85     |
| 3.º           | Héctor Carretero   | Movistar                           | 70     |
| 4.º           | Mads Würtz Schmidt | Israel Start-Up Nation             | 60     |
| 5.º           | Alexander Kristoff | UAE Emirates                       | 50     |
| 6.º           | Romain Hardy       | Arkéa Samsic                       | 40     |
| 7.º           | Georg Zimmermann   | Intermarché-Wanty-Gobert Matériaux | 35     |
| 8.º           | Gonzalo Serrano    | Movistar                           | 30     |
| 9.º           | Christian Scaroni  | Gazprom-RusVelo                    | 25     |
| 10.º          | Franck Bonnamour   | B&B Hotels p/b KTM                 | 20     |